# Warriors Orochi 2
Warriors Orochi 2, được biết đến ở Nhật Bản với tên Musō Orochi: Rebirth of the Demon Lord (無双OROCHI 魔王再臨 Musō Orochi: Maō Sairin, lit. Unmatched Orochi: Rebirth of the Demon Lord)  , là một trò chơi điện tử năm 2008 được phát triển bởi Koei và Omega Force cho PlayStation 2 . Đây là phần tiếp theo của Warriors Orochi, một trò chơi điện tử kết hợp giữa dòng video game Dynasty Warriors và Samurai Warriors. Trò chơi được phát hành vào ngày 23 tháng 9 tại Bắc Mỹ và ngày 19 tháng 9 tại châu Âu. Một phiên bản dành cho Xbox 360 được phát hành vào ngày 4 tháng 9 năm 2008 tại Nhật Bản, cùng với các phiên bản PS2 ở Bắc Mỹ và châu Âu. Phiên bản PlayStation Portable đã được phát hành tại Nhật Bản, Bắc Mỹ và Châu Âu.

## Nội dung
Xong cốt truyện ở phần Warriors Orochi 1, Xà Vương Yamata no Orochi đã chết. Tuy nhiên Da Ji liền tẩu thoát. Ả bằng cách nào đó đã đến được thời Heiki khởi dậy ông tổ Samurai nhà Taira là Kiyomori, đưa tà khí vào người ông và biến ông thành Nửa người nửa quỷ. Khâm phục trước sức mạnh của Orochi, ông gắng hết sức cùng với Da Ji hồi sinh cho Quỷ vương.
Đầu tiên là việc đối phó sự tấn công truy đuổi của 4 thế lực Samurai và Shu, Wei, Wu Dynasty. Kiyomori triệu tập Sun Wukong để ngăn chặn quân liên minh cùng với 2 loài quái vật mới Gyuki và Dodomeki. Kiyomori phá giải phong ấn kim cô trên đầu Sun Wukong và giúp hắn thoát khỏi sự kiềm kẹp của San Zang, con khỉ quyết định ở bên cạnh Kiyomori vì cảm thấy sự tự do. Còn Da Ji tìm và bảo vệ pháp sư Himiko an toàn đến Koshi để dùng năng lực của cô bé này hồi sinh Shin Orochi.
Thế nhưng, hãng Koei đã phạm sai lầm khi cho nhân vật mở khóa quá dễ: Qua một màn là xong.Điều này làm các người chơi mê vượt qua thử thách vô cùng thất vọng.
Bù lại, họ cho ta có thể chơi phe Xà Vương Orochi. Kết nạp thêm các nhân vật mới từ phần SW2XL và 2 nhân vật từ DW3 là Nu Wa và Fu Xi. Cùng với nhiều nhân vật mới nhất. Cho thêm màn Dream Mode và V.S Mode.
Chế độ Story của Warriors Orochi 2 không có nhiều khác biệt so với phần một, với việc tham gia vào những 8 trận chiến trường kì của mỗi quốc gia. Một tính năng đặc biệt được tổng hợp từ Dynasty Warriors 5: Xtreme Legends và Samurai Warriors 2 mang tên "Dream Team", trong đó cho phép bạn chọn lựa những "bộ ba" được tuyển sẵn gồm những nhân vật có liên quan với nhau về mặt cốt truyện. Số lượng màn chơi sẽ bao gồm 28 màn, ứng với 28 "bộ ba" cho sẵn. Đây được xem là tính năng khá thú vị và hấp dẫn khi bạn muốn "đổi gió" và tham gia điều khiển nhiều chiến binh khác nhau. Ngoài ra còn thêm tính năng hỗ trợ đồng đội trong team khi bị đánh, và Musou team 3 người phối hợp.

### Phe Shu(Thục Hán)
Nhân vật mặc định: Liu Bei, Guan Yu, Zhang Fei, Xing Cai, Sun Shang Xiang, Ieyasu Tokugawa, Tadakatsu Honda, Ina, Hanzo Hattori,Yoshimoto Imagawa
Nhân vật mở khóa: Taigong Wang, Zuo Ci, Zhao Yun, Wei Yan, Lu Xun,Mitsuhide Akechi, Gracia, Zhang Liao, Zhuge Liang, Yue Ying, Himiko

### Phe Wei(Tào Ngụy)
Nhân vật mặc định: Cao Cao, Nu Wa, Dian Wei, Zhang He và Kunoichi
Nhân vật mở khóa: Xiahou Dun, Xiahou Yuan, Yuan Shao, Jiang Wei,Taishi Ci, Magoichi Saika, Toshiie Maeda, Cao Pi, Cao Ren, Zhen Ji, Pang Tong,Nagamasa Azai, Oichi, Mitsunari Ishida,Katsuie Shibata,Oda Nobunaga, Sun Wukong

### Phe Wu(Đông Ngô)
Nhân vật mặc định: Sun Jian, Sun Quan, Huang Gai, Zhou Tai, Ling Tong, Okuni, Ranmaru Mori, Ginchiyo Tachibana và Motochika Chosokabe
Nhân vật mở khóa: Yoshitsune Minamoto, Zhou Yu, Xiao Qiao, Goemon Ishikawa,Meng Huo, Zhu Rong, Sun Ce, Da Qiao, Xu Zhu, Pang De, Ma Chao, Lu Bu và Diao Chan

### Phe Samurai
Nhân vật mặc định: Sakon Shima,Musashi Miyamoto, Yoshihiro Shimazu, Huang Zhong,Guan Ping và Xu Huang
Nhân vật mở khóa:Zhang Jiao, Shingen Takeda, Yukimura Sanada, Kojiro Sasaki, Kenshin Uesugi, Kanetsugu Naoe, Fu Xi, Sima Yi, Lu Meng, Gan Ning, Nobunaga Oda, No, Nene, Hideyoshi Toyotomi và Kiyomori Taira

### Phe Orochi
Nhân vật mặc định: Orochi, Da Ji, Dong Zhuo
Nhân vật mở khóa:Kotaro Fuma, Keiji Maeda, Zhuge Liang, Sun Ce, Sun Quan, Sun Shang Xiang, Zhou Tai, Da Qiao, Ieyasu Tokugawa, Ina,Hanzo Hattori, Masamune Date.

#### Nhân vật mới
| Nhân vật vốn có ở phần trước (Samurai và Dynasty Warriors)                                              | Nhân vật mới        |
| --- | ------------------- |
| Gracia (Samurai Warriors 2: Xtreme Legends)                                                             | Himiko              |
| Katsuie Shibata (Samurai Warriors 2: Empires)                                                           | Kiyomori Taira      |
| Kojirō Sasaki (Samurai Warriors 2: Empires)                                                             | Sun Wukong          |
| Motochika Chōsokabe (Samurai Warriors 2: Xtreme Legends)                                                | Yoshitsune Minamoto |
| Toshiie Maeda                                                                                           | Taigong Wang        |
| Fu Xi                                                                                                   | Dodomeki            |
| Nu Wa                                                                                                   | Gyuki               |
| Orochi X (Biến thể của Orochi khi Da Ji và Kiyomori hồi sinh. Mở khóa khi thắng ở cả 28 màn Dream Mode) |                     |

#### Chức năng mới
Có các chế độ sau:
Dream Mode: là các màn tự do, nhưng chỉ cho ba nhân vật có sẵn.Có tổng cộng 21 màn.
| Đội                                               | Màn chiến           |
| ------------------------------------------------- | ------------------- |
| Cao Cao, Liu Bei, Sun Quan                        | Osaka Castle        |
| Nobunaga Oda, Hideyoshi Toyotomi, Ieyasu Tokugawa | Fan Castle          |
| Shingen Takeda, Zhuge Liang, Zhou Yu              | He Fei Castle       |
| Yoshihiro Shimazu, Zhao Yun, Yukimura Sanada      | Itsukushima         |
| Kenshin Uesugi, Guan Yu, Xu Huang                 | Mt. Qi              |
| Guan Yu, Xiahou Dun, Lu Meng                      | East Odawara Castle |
| Sakon Shima, Jiang Wei, Lu Xun                    | Wu Territory        |
| Lu Bu, Tadakatsu Honda, Keiji Maeda               | Yamatai             |
| Sun Jian, Cao Ren, Katsuie Shibata                | Mt. Kunlun          |
| Ranmaru Mori, Dian Wei, Zhou Tai                  | Xin Castle          |
| Ma Chao, Nagamasa Azai, Kanetsugu Naoe            | Nan Zhong           |
| Zuo Ci, Zhang Jiao, Pang Tong                     | Ji Province         |
| Diao Chan, Zhang He, Motochika Chosokabe          | Osaka Bay           |
| Cao Pi, Guan Ping, Gracia                         | Han Sui             |
| Kotaro Fuma, Zhang Liao, Gan Ning                 | Ueda Castle         |
| Oichi, Sun Shang Xiang, Da Qiao                   | Kyushu              |
| Ina, Huang Zhong, Xiahou Yuan                     | Honnoji             |
| Zhang Fei, Tadakatsu Honda, Musashi Miyamoto      | Hinokawa            |
| Yuan Shao, Zhu Rong, Nene                         | Mai Castle          |
| Yue Ying, Ling Tong, Mitsuhide Akechi             | Shikoku             |
| Sima Yi, Masamune Date, Mitsunari Ishida          | Xia Pi              |
| Yoshimoto Imagawa, Xing Cai, Ginchiyo Tachibana   | Chen Cang           |
| Xiao Qiao, Zhen Ji, Noh                           | Lu Shan             |
| Okuni, Goemon Ishikawa, Meng Huo                  | Chang Sha           |
| Kojiro Sasaki, Wei Yan, Taishi Ci                 | Nan Zhong           |
| Hanzo Hattori, Huang Gai, Xu Zhu                  | Yan Province        |
| Dong Zhuo, Magoichi Saika, Kunoichi               | Hasedo              |

Survival mode: Đấu tay đôi 3-3 (chỉ chơi 1 máy)
Vs Mode: Đấu tay đôi 3-3 (2 máy chọi nhau)
Tag Team and Elimination
Tower: Đánh văng tất cả các đối thủ ra khỏi tháp
Steeple Chase: Đua ngựa

## Bảng tư liệu nhân vật mới
Tha (Khác) 2
| Danh xưng nhân vật | Thanh ưu            | Võ khí (Võ khí cấp 4)               | Xuất xứ từ dòng       |
| ------------------ | ------------------- | ----------------------------------- | --------------------- |
| Thái Công Vọng     | Ngạn Vĩ Đại Phụ     | Tế tiên (Lôi Công Tiên)             | Vô song Orochi        |
| Tôn Ngộ Không      | Tiểu Sơn Lực Dã     | Thiên Lẫm Bảng (Tề Thiên Đại Thánh) | Vô song Orochi        |
| Phục Hy            | An Nguyên Dương Quý | Cự kiếm (Phục Hy Chi Đại Kiếm)      | Chân Tam Quốc vô song |